# Hikari (Shinkansen)
Hikari ( ひかり) é um dos serviçferroviário mais rápido das linhas de Tokaido e Sanyo coberto pelo Japan Rail Pass.
Quando o Shinkansen abriu em 1964, o Hikari era o serviço mais rápido da linha, viajando desde a estação de Tóquio até a estação de Shin-Osaka com apenas duas paragens (estação de Nagoya e estação de Quioto. O serviço Hikari alargou-se à linha Sanyo Shinkansen mais tarde, apesar de os comboios do serviço Hikari serem apenas ligeiramente mais rápidos que os do serviço Kodama, ganhando o nome derivado "Hidama".a. +248848
555460

004945455
Os serviços da JR Tokai, que opera ao longo do corredor Tokaido/Sanyo, usa actualmente comboios de 16 carruagens de série 700 e série 300.
A JR Tokai iniciou o serviço Hikari Rail Star em 2000. Este serviço estava limitado ao Sanyo Shinkansen, e usa comboio especiais de 8 carruagens da série série 700 com uma pintura distintiva. A JR West introduziu um serviço para fornecer uma melhor concorrência contra as companhias aéreas da rota Osaka-Fukuoka. As carruagens de lugares reservados dos comboios Hikari Rail Star têm uma disposição dos lugares 2 por 2 em vez da disposição 3 por 2 existente no Hikari normal. A primeira fila de cadeiras nestas carruagens tem tomadas de electricidade para utilizadores de computadores portáteis.
A palavra japonesa hikari, escrita pela Japan Railways (JR) como ひかり nos sinais informativos das plataformas das estações, significa "luz".
Antes da Segunda Guerra Mundial, Hidaki era o nome de um comboio expresso entre Busan, Coreia para Changchun, Manchúria. Na década de 1950, o nome foi usado para os comboios expresso de Fukuoka para Kagoshima e Beppu.

## Paragens do Serviço Nozomi (Março de 2006)
Comboios adicionais com sequências de paragem diferentes são acrescentados durante vários feriados e períodos com picos de viagem não estão incluídos nesta tabela. Também não estão incluídas outras estações shinkansen não servidas pelo serviço Nozomi.

## Ligações Externas
- Kawasaki Heavy Industries: Descrição do serviço Hikari Rail Star